# بیلی پولسون
بیلی پولسون (انگلیسی: Billy Poulson؛ 1862 – ۲۳ ژانویهٔ ۱۹۳۷ (age 74-75)) بازیکن فوتبال اهل بریتانیا بود.
از باشگاه‌هایی که در آن بازی کرده‌است می‌توان به باشگاه فوتبال پورت ویل اشاره کرد.